# Championnat d'Irlande de football 1983-1984
Navigation
Édition précédente Édition suivante
Le Championnat d'Irlande de football en 1983-1984. Shamrock Rovers remporte son onzième titre de champion d’Irlande. Le dernier datait de exactement vingt ans. C’est le premier d’une série de quatre titres consécutifs.
Le barème de points revient à sa formule antérieure c'est-à-dire 2 points par victoire, 1 par match nul et aucun pour une défaite.

## Les 14 clubs participants
- Athlone Town
- Bohemians FC
- Drogheda United
- Dundalk FC
- Finn Harps
- Galway United
- Home Farm FC
- Limerick FC
- St. Patrick's Athletic FC
- Shamrock Rovers
- Shelbourne FC
- Sligo Rovers
- UC Dublin
- Waterford United

## Classement
| Place | Club                      | Points | Victoires | Nuls | Défaites | Buts pour | Buts contre | Différence |
| ----- | ------------------------- | ------ | --------- | ---- | -------- | --------- | ----------- | ---------- |
| 1er   | Shamrock Rovers           | 42     | 19        | 4    | 3        | 64        | 15          | +49        |
| 2e    | Bohemians FC              | 36     | 13        | 10   | 3        | 39        | 20          | +19        |
| 3e    | Athlone Town              | 34     | 15        | 4    | 7        | 44        | 28          | +16        |
| 4e    | Limerick FC               | 33     | 13        | 7    | 6        | 38        | 26          | +12        |
| 5e    | Shelbourne FC             | 28     | 9         | 10   | 7        | 41        | 34          | +7         |
| 6e    | UC Dublin                 | 28     | 9         | 10   | 7        | 24        | 23          | +1         |
| 7e    | Dundalk FC                | 27     | 9         | 9    | 8        | 38        | 31          | +7         |
| 8e    | Waterford United          | 26     | 10        | 6    | 10       | 34        | 34          | 0          |
| 9e    | Finn Harps                | 24     | 8         | 8    | 10       | 36        | 46          | -10        |
| 10e   | St. Patrick's Athletic FC | 23     | 8         | 7    | 11       | 36        | 37          | -1         |
| 11e   | Drogheda United           | 22     | 10        | 2    | 14       | 37        | 54          | -17        |
| 12e   | Galway United             | 21     | 6         | 9    | 11       | 26        | 33          | -7         |
| 13e   | Home Farm FC              | 18     | 4         | 4    | 18       | 16        | 54          | -36        |
| 14e   | Sligo Rovers              | 8      | 2         | 4    | 20       | 20        | 58          | -38        |

## Source
- (en) Alex Graham, Football in the Republic of Ireland : a Statistical Record 1921–2005, Soccer Books Ltd, novembre 2005, 142 p. (ISBN 978-1862231351).